# 143ª Brigata meccanizzata
La 143ª Brigata meccanizzata autonoma (in ucraino 143-тя окрема механізована бригада?, 143-tja okrema mechanizovana bryhada, unità militare A4844) è un'unità di fanteria meccanizzata delle Forze terrestri ucraine, subordinata al Comando operativo "Nord" e con base a Ladynka nell'oblast' di Černihiv.

## Storia
La brigata è stata creata il 15 febbraio 2023 come 143ª Brigata fanteria autonoma (in ucraino 142-тя окрема піхотна бригада?, 142-tja okrema pichotna bryhada) durante l'espansione della riserva dell'esercito ucraino, aggregando battaglioni di fucilieri reclutati in diverse regioni dell'Ucraina di competenza del Comando operativo "Nord".
La brigata è stata impiegata al fronte per la prima volta nel marzo 2024, venendo schierata presso il villaggio di Terny nel settore di Lyman. Ad agosto è stata trasferita nella regione di Charkiv, a difesa della città di Vovčans'k. Nel dicembre 2024 la brigata è stata riorganizzata come unità meccanizzata, facendo seguito alla 141ª Brigata.

## Struttura
- Comando di brigata[6]
- 406º Battaglione fucilieri (Sumy)[7]
- 463º Battaglione fanteria (unità militare A4969)[8]
- 464º Battaglione fanteria (unità militare A4971)[9]
- 465º Battaglione fanteria (Poltava, unità militare A4973)[10]
- 466º Battaglione fanteria (unità militare A4976)[11]
- 467º Battaglione fanteria (unità militare A4978)[12]
- 468º Battaglione fanteria (unità militare A4980)[13]
- Battaglione sistemi senza pilota
- Compagnia ricognizione
- Compagnia controcarri
- Compagnia difesa contraerea
- Compagnia genio
- Compagnia manutenzione
- Compagnia medica

## Comandanti
- Colonnello Volodymyr Lavryk (2024 - in carica)[14]